# La Marche des rois (film, 1913)
Pour les articles homonymes, voir La Marche des rois.
La Marche des rois est un film muet français réalisé par Louis Feuillade et sorti en 1913.

## Fiche technique
- Scénario : Louis Feuillade
- Décors : Robert-Jules Garnier
- Société de production :  Société des Etablissements L. Gaumont
- Format : Noir et blanc — 35 mm — 1,33:1 — film muet
- Métrage : 1 074 m
- Date de sortie : 
  - France : décembre 1913

## Distribution
- Fabienne Fabrèges : Marie-Louise Saugé
- Renée Carl : la fermière
- René Navarre : le vieux mendiant
- Edmond Bréon : le commissaire Saugé
- Luitz-Morat
- Georges Melchior